# Валентин Божилов
Валентин Василев Божилов е български дипломат и агент на ДС.

## Биография
Роден е през 20 юни 1941 г. в София
Завършва международни отношения в Дипломатическата академия (Москва, 1967 г.), защитава докторска степен по право (София, 1973 г.).
Започва дипломатическата си кариера през 1967 г., заемайки, наред с други, следните позиции:
Аташе и впоследствие трети секретар в Министерството на външните работи на НРБ (1967 – 1972);
Втори секретар на Постоянната мисия на НРБ към ООН в Ню Йорк (1972 – 1977 г.); първи секретар в МВнР (1977 – 1978); Пълномощен министър и зам.-постоянен представител към Службата на ООН в Женева и другите международни организации със седалище в Женева (1984 – 1989 г.); Заместник-директор и по-късно директор на отдел в Министерството на външните работи (1989 – 1994 г.); Старши съветник на Комисията по външна политика и европейска интеграция към 37-ото народно събрание на Република България (1995 – 1997 г.), с ранг посланик; главен експерт в МВнР (1997-1998); Директор на отдела за международно сътрудничество на компанията „Овергаз“ (1998 – 2004); Преподавател по международно и конституционно право в ПУ „П. Хилендарски“ (2004 – 2006).
От 2006 до 2009 г. посланик на България към Светия престол и Малтийския орден.
Участвал е в множество български делегации на международни конференции.
Владее английски, френски, руски и испански език.
Женен е и има две деца.
Осветен е от Комисията по досиетата през 2010 г. като агент „Камен“ на външно-политическото разузнаване – Първо Главно Управление на ДС, III отдел – Европейски страни без Англия.